# Clinical Pharmacokinetics
Clinical Pharmacokinetics, abgekürzt Clin. Pharmacokinet., ist eine wissenschaftliche Fachzeitschrift, die vom Springerverlag veröffentlicht wird. Die Zeitschrift erscheint derzeit mit zwölf Ausgaben im Jahr. Es werden Übersichtsarbeiten aus der klinischen Pharmakokinetik veröffentlicht.
Der Impact Factor lag im Jahr 2014 bei 5,053. Nach der Statistik des ISI Web of Knowledge wird das Journal mit diesem Impact Factor in der Kategorie Pharmakologie und Pharmazie an 22. Stelle von 254 Zeitschriften geführt.